# Бобков, Николай Васильевич (геолог)
Николай Васильевич Бобков (9 марта 1883 — 18 февраля 1938) — советский гидрогеолог, специалист в области инженерной геологии.

## Биография
Родился в городе Ливны Орловской губернии.
Окончил Горный институт в 1914 году по специальности горный инженер. Работал геологом, гидротехником, инженером в различных организациях министерства путей сообщения и министерства земледелия.
В 1914—1920 годах работал инженером-гидротехником Таврическо-Екатеринославского управления земледелия и госимущества.
В 1920—1926 годах был заместителем начальника Управления водного хозяйства Наркомзема Крыма.
С 1929 года работал старшим инженером, заведующим технической частью секции инженерной геологии Института подземных вод, а затем заведующим секцией инженерной геологии ЦНИГРИ.
С 1930 года — профессор, заведующий кафедрой инженерной геологии, а с 1935 года заведующий объединённой кафедрой гидро-геологии и инженерной геологии Ленинградского горного института. Занимался вопросами гидрогеологии и инженерной геологии. Основатель научной школы «Инженерная геология»
7 августа 1937 года, через два дня после возвращения с 17 Международного геологического конгресса, Николай Васильевич Бобков был арестован управлением НКВД Ленинградской области. Обвинен по ст. 58, п. 7, 8, 11 УК РСФСР. Приговорен ВК ВС 18 февраля 1938 к высшей мере наказания. Расстрелян в Ленинграде в тот же день вместе с геологами Д. И. Мушкетовым, В. Ю. Черкесовым, Г. Н. Фредериксом. Место захоронения — Ленинград.
Определением ВК ВС от 22 октября 1957 «приговор … в отношении Бобкова Н. В. отменен и дело о нем прекращено за отсутствием состава преступления»

## Адреса
- Последний адрес проживания: город Ленинград, улица Чехова, дом 2, квартира 19 а[4].